# Pegasus tetrabelos
Pegasus tetrabelos, im Englischen als Short-spined Seamoth (Kurzdorn-Seemotte) bezeichnet, ist ein kleiner Meeresfisch aus der Familie der Flügelrossfische (Pegasidae), der an der Küste Nordaustraliens vorkommt. Die kryptische Art wurde im März 2016 neu beschrieben und bisher im Beagle Gulf an der Küste des Northern Territory, an der Nordspitze der Kap-York-Halbinsel und im Great Barrier Reef an der Ostküste von Queensland gefunden. Die Fische leben in Tiefen von 8 bis 40 Metern sympatrisch mit dem sehr ähnlichen Schlanken Flügelrossfisch (Pegasus volitans) über sandigen und schlammigen Böden.

## Merkmale
Pegasus tetrabelos wird bis zu zwölf Zentimeter lang. Er ist auf der Oberseite cremefarben bis mittelbraun, mit dunkelbraunen Punkten, Flecken und Sattelflecken, die Unterseite ist hell. Der Körper ist schlanker als der des Skulpturierten Flügelrossfisches (P. lancifer) und des Ziegel-Flügelrossfisches (P. laternarius) und außerdem relativ flach, seine Höhe liegt zwischen 6,8 und 9,5 % der SL, das lange Rostrum macht 22,5 bis 29,5 % der SL aus. Den Schwanzflossenstiel umgeben 12 knöcherne Ringe, von denen die ersten neun gegeneinander beweglich sind, während die letzten drei zusammengewachsen sind. Der letzte Knochenring des Schwanzflossenstiels trägt zwei Paare nach hinten gerichteter Stacheln, auf die sich der wissenschaftliche Name der Art bezieht (Gr.: „tetra“ = vier + „belos“ = Dorn). Die Wirbelzahl liegt bei 21, davon sind 7 Rumpfwirbel und 14 Schwanzwirbel. Die einzige Rückenflosse sitzt auf dem Schwanzflossenstiel und wird, wie auch die Afterflosse, von fünf weichen Flossenstrahlen gestützt. Die Brustflossen sind fächerförmig und haben neun (selten) bis zehn Flossenstrahlen.
- Flossenformel: Dorsale 5, Anale 5, Pectorale 10(9), Ventrale I/2.

Weibchen die langer als 7,5 cm sind, sind etwas breiter als die Männchen, ihr Rostrum ist aber schmaler. Bei kleineren Tieren sind keine Geschlechtsunterschiede festzustellen.